# UAZ-452
UAZ-452 (ロシア語: УАЗ-452) は、1960年代にソビエト連邦のウリヤノフスク自動車工場 (ウリヤノフスク・アフタマヴィーリヌイ・ザヴォート、UAZ) で開発された4×4輪駆動のバン/トラックタイプのキャブオーバー型軍用車両/汎用自動車である。愛称はブハンカ（буханка，パンローフの意）ならびにタブリェツカ（таблетка，丸薬の意）、ゴロヴァシチク（головастик，オタマジャクシの意）。
本項ではUAZ-452の前身であるUAZ-451、およびUAZ-452の後期改良型についても併せて記述する。

## 概要
UAZは1954年からゴーリキー自動車工場 (GAZ) 製のジープタイプの小型軍用車両"GAZ-69"の製造を開始した。翌1955年に当時のソ連軍の要求により、アメリカ製のジープ・フォワードコントロールを参考にして、GAZ-69の車台をベースにした4×4輪駆動のキャブオーバー型バンタイプの軍用車両"UAZ-450"を開発した。UAZ-450はソ連製の自動車としては初めてのキャブオーバー型車種となった。またUAZの名を冠する初めての量産車種となり、数種類の派生車種が開発され1958年頃から量産が行われた。1961年12月には、UAZ-450の発展型として4×2輪駆動タイプのUAZ-451が開発され、UAZ-450と同様に派生車種を含めて生産された。
1965年にUAZ-450・UAZ-451の改良型として、ほぼ同じ外見の"UAZ-452"が開発された。UAZ-452はGAZ-21 ヴォルガと同じエンジンを搭載し、再度4×4輪駆動が採用され、より多くの派生車種が開発された。当初はターンランプが透明であったが、1979年以降はオレンジ色のものに変更された。
1985年にモデルチェンジが行われ、以降は各派生タイプにUAZ-2206、UAZ-3303、UAZ-3741、UAZ-3909、UAZ-3962、といった新しい形式名が割り振られた。これらの新車種も外観は旧モデルとあまり変わっておらず、現在に至るまで生産が継続されている。

## 形式・バリエーション

### UAZ-451
UAZ-451
バンタイプ、汎用型。

UAZ-451A
バンタイプ、救急車型。

UAZ-451D
ドロップサイドカーゴトラック型。

UAZ-451B
バンタイプ、マイクロバス型。UAZ-451Vとも表記される。

### UAZ-452
UAZ-452
バンタイプ、汎用型。

UAZ-452A
バンタイプ、救急車型。

UAZ-452AS
バンタイプ、救急車型。寒冷地向け。

UAZ-452G
バンタイプ、救急車型。UAZ-452Aとは収容可能な患者数が異なる。

UAZ-452D
ドロップサイドカーゴトラック型。

UAZ-452AE
トラック型のUAZ-452Dの車台およびキャブ部分のみの形式。派生車種の開発に使用された。

UAZ-452B
バンタイプ、マイクロバス型。UAZ-452Vとも表記される。

UAZ-452P
牽引装置を装備したトラクター型。

UAZ-452DG
3軸 、6×6輪駆動のドロップサイドカーゴトラック。試作のみ。

UAZ-452DG
3軸 、6×6輪駆動の2 + 16人乗りマイクロバス。試作のみ。
この他、消防車タイプの車両なども開発され、使用されている。

### 1985年以降のモデル
UAZ-2206
バンタイプ、マイクロバス型。2 + 6～11人乗り。

UAZ-22069
UAZ-2206の改良型（エンジン強化型）。

UAZ-3303
ドロップサイドカーゴトラック型。積載容量1,200kg。

UAZ-3741
バンタイプの輸送型。荷物の輸送用で荷室の窓が塞がれている。

UAZ-3909
バンタイプ、マイクロバス型。2 + 6人乗り+500kgの積載容量を持ち、運転席部分と後部客室部分にガラス窓付きの隔壁がある。2005年以降、日本の民間市場向けにも輸出された。

UAZ-39094
ダブルキャブのカーゴトラック型。積載容量1,075kg。

UAZ-3909i
バンタイプ、軍用救急車型。

UAZ-3962
バンタイプ、救急車型。

UAZ-39625
UAZ-6962をベースとしたマイクロバス型・輸送型。UAZ-3909との違いは、固定された助手席が無い事と、運転席部分と後部客室部分の隔壁に窓が無い事である。

## 画像

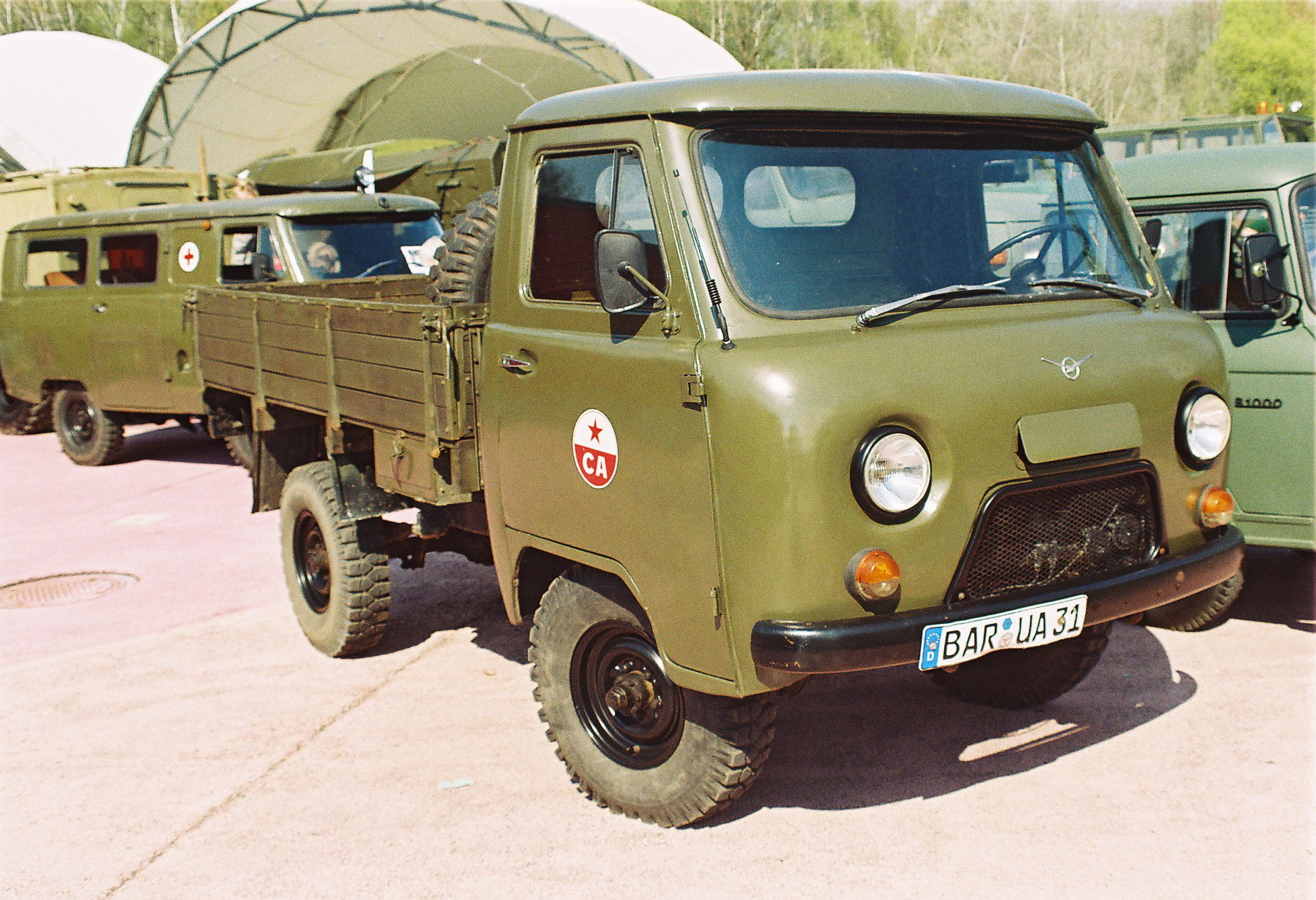
カーゴトラック型。
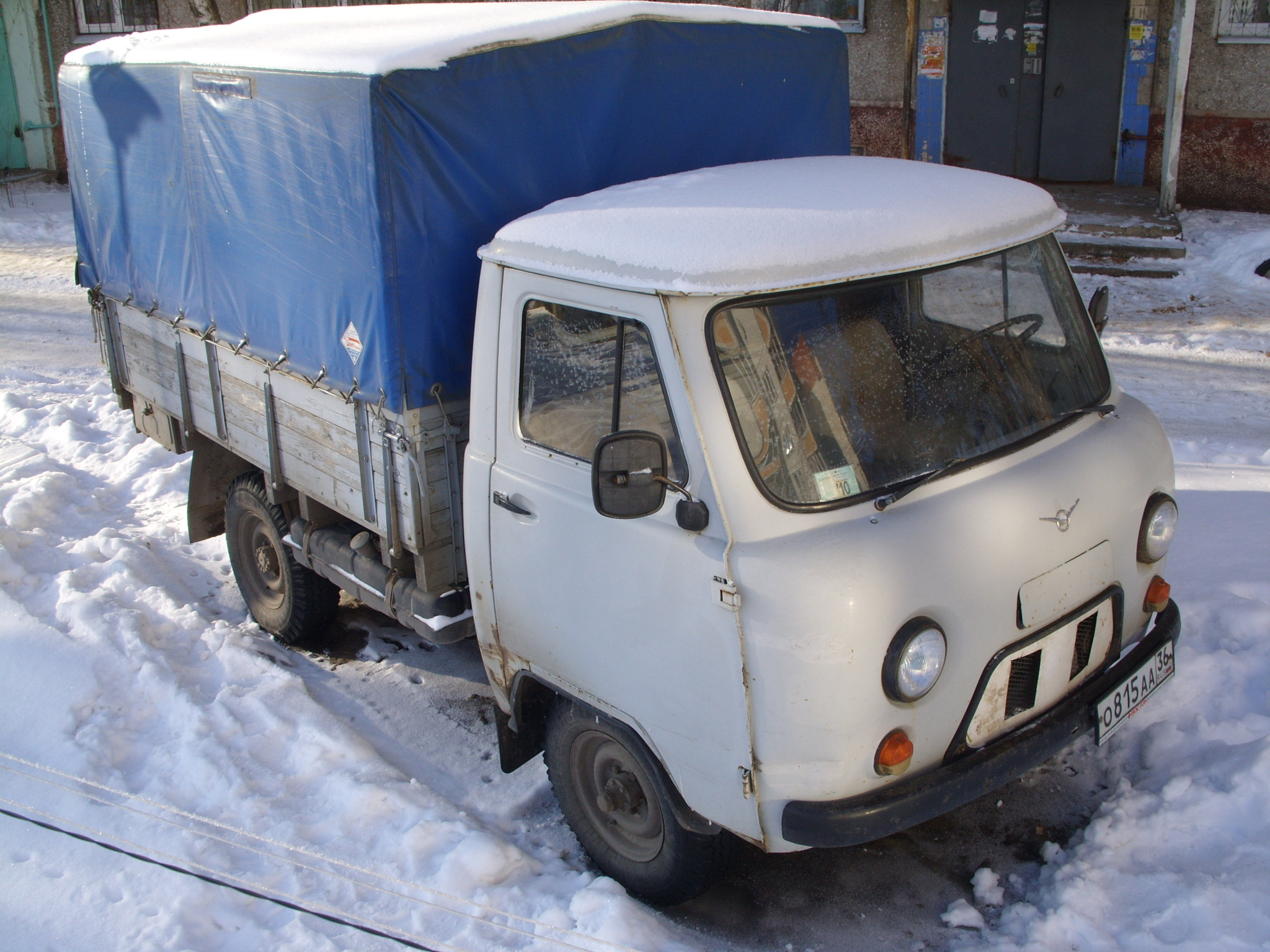
幌を装着したカーゴトラック型。
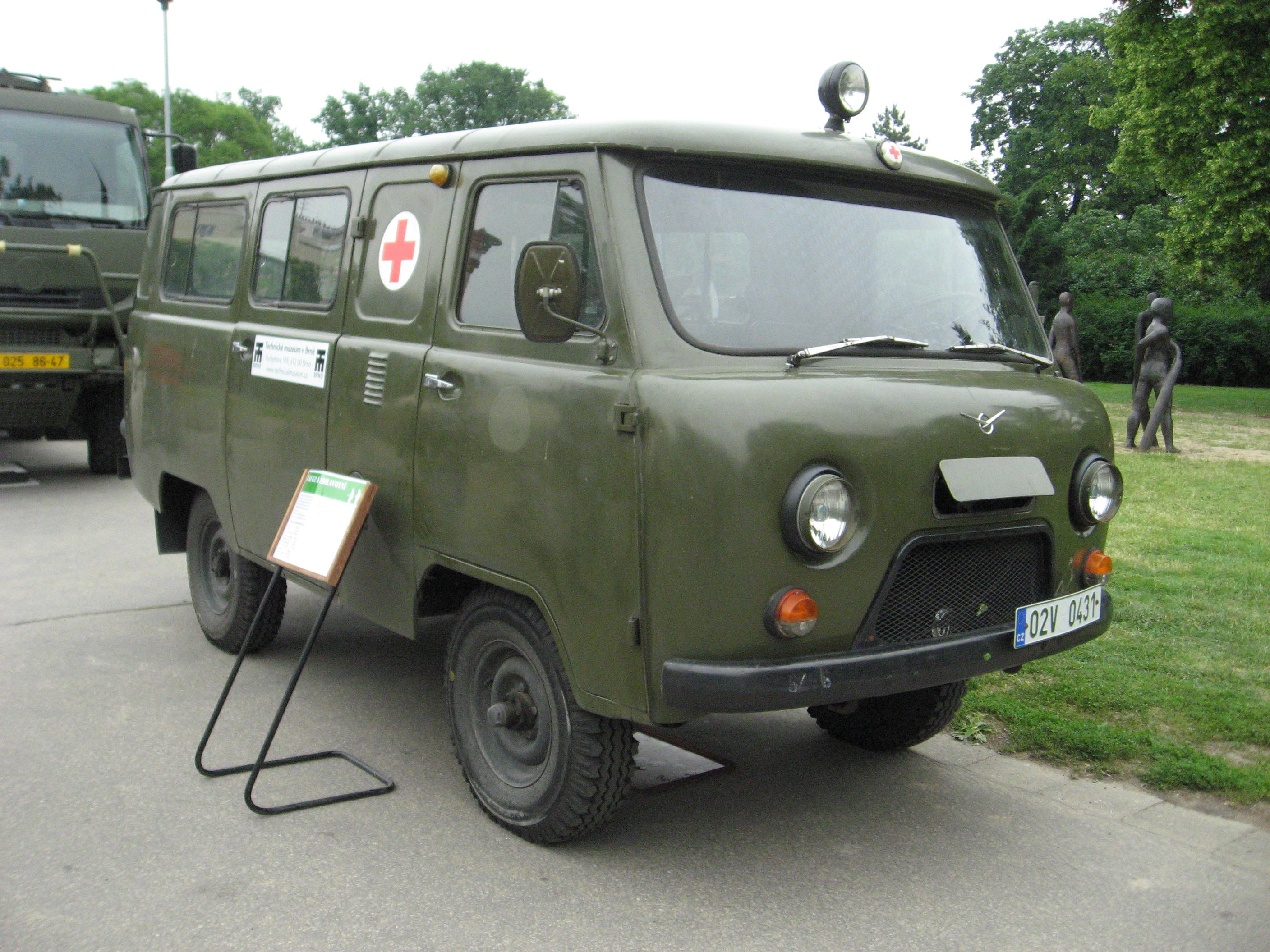
軍用救急車型。
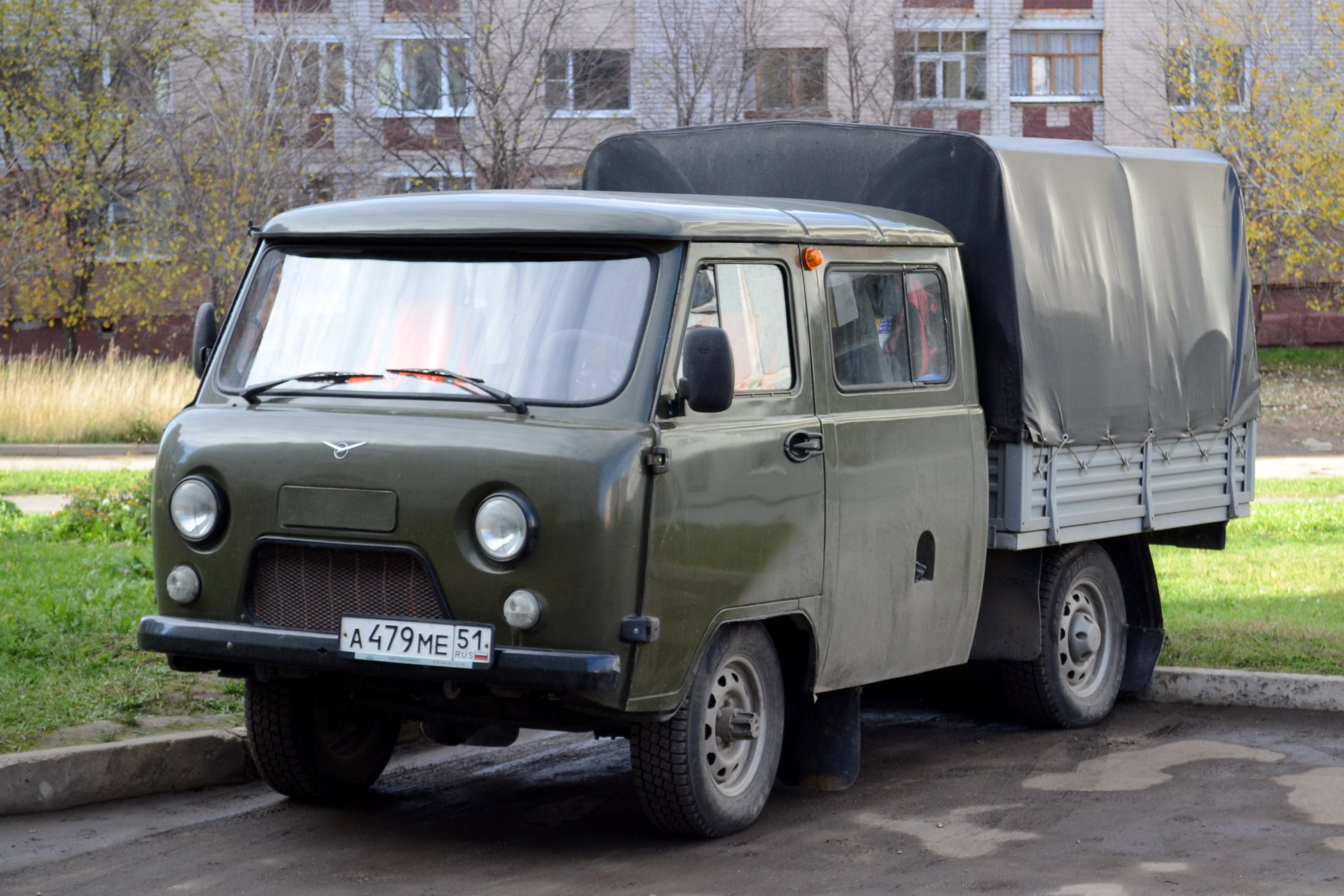
ダブルキャブのトラック型。
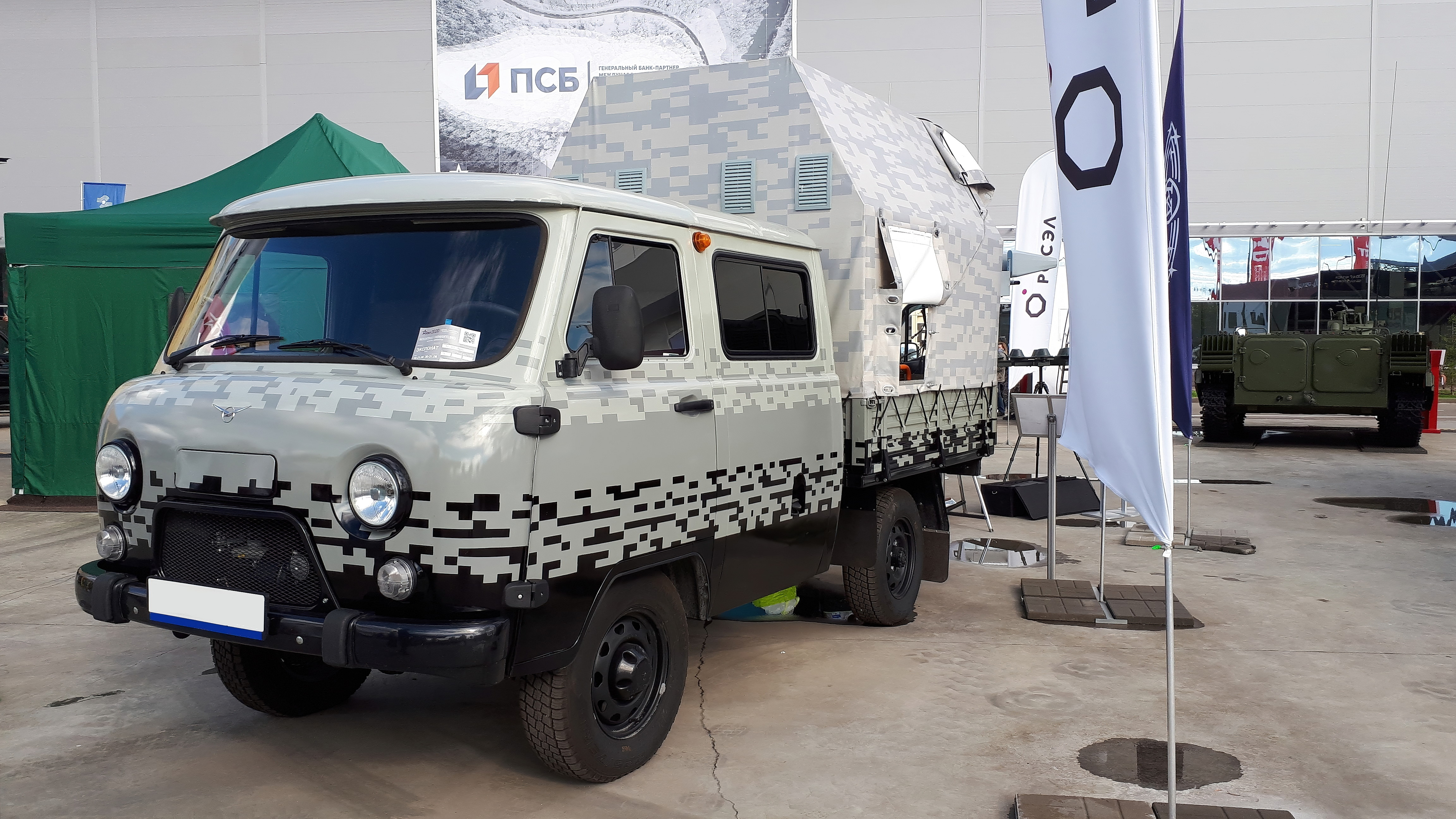
UAZ-39094シャーシ上のUAVカウンターアクションコンプレックス
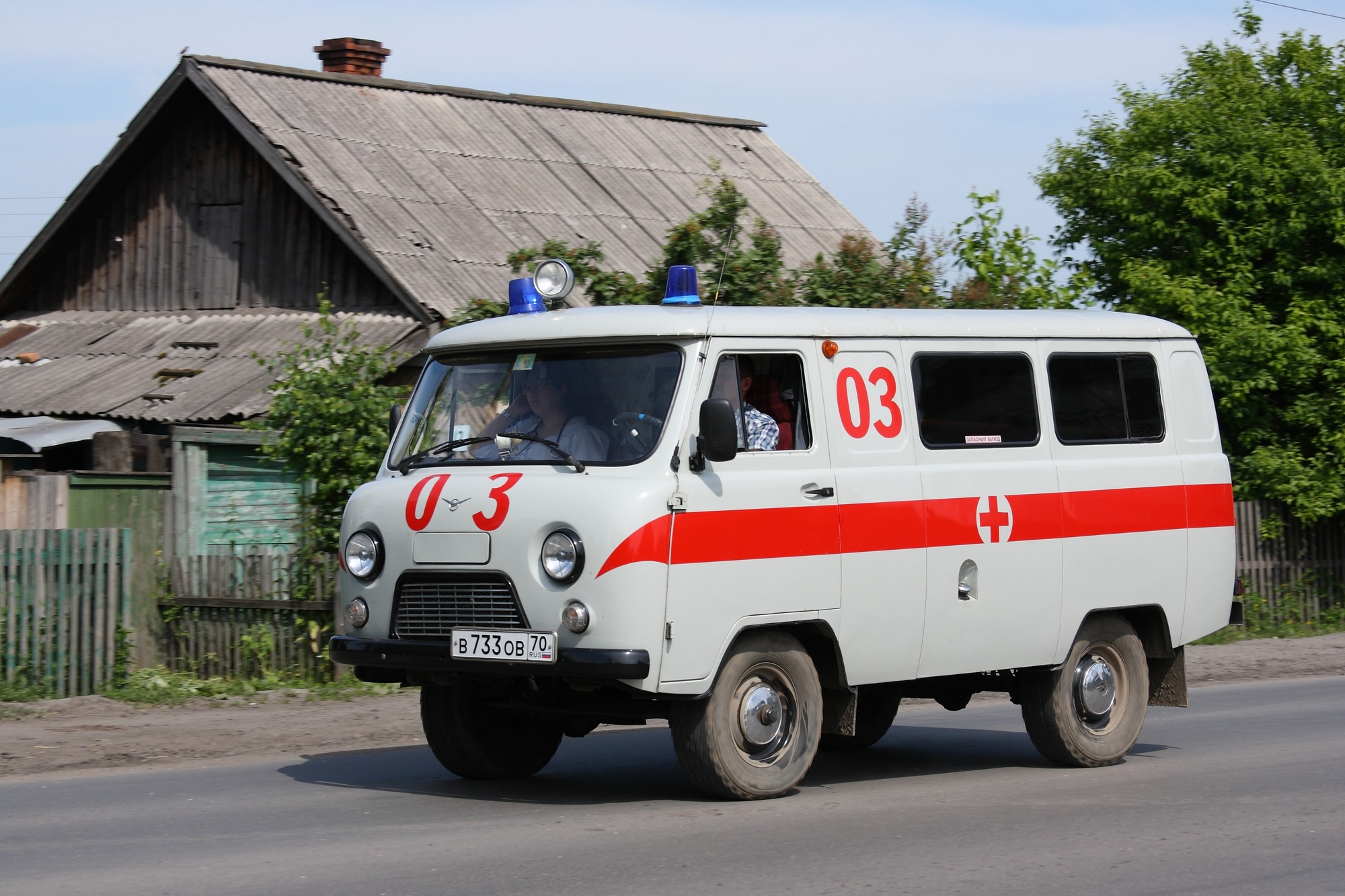
救急車型。
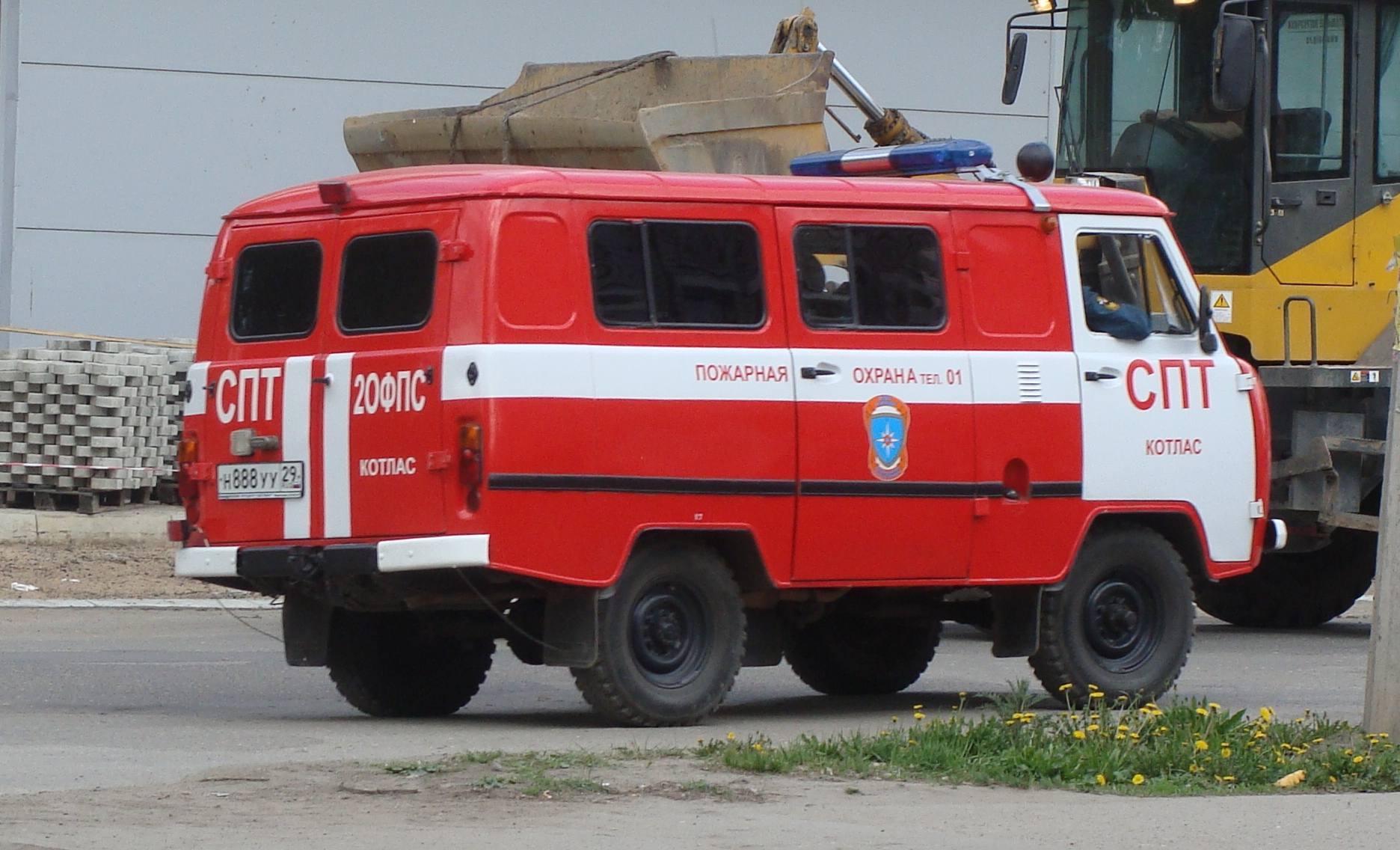
消防車型。
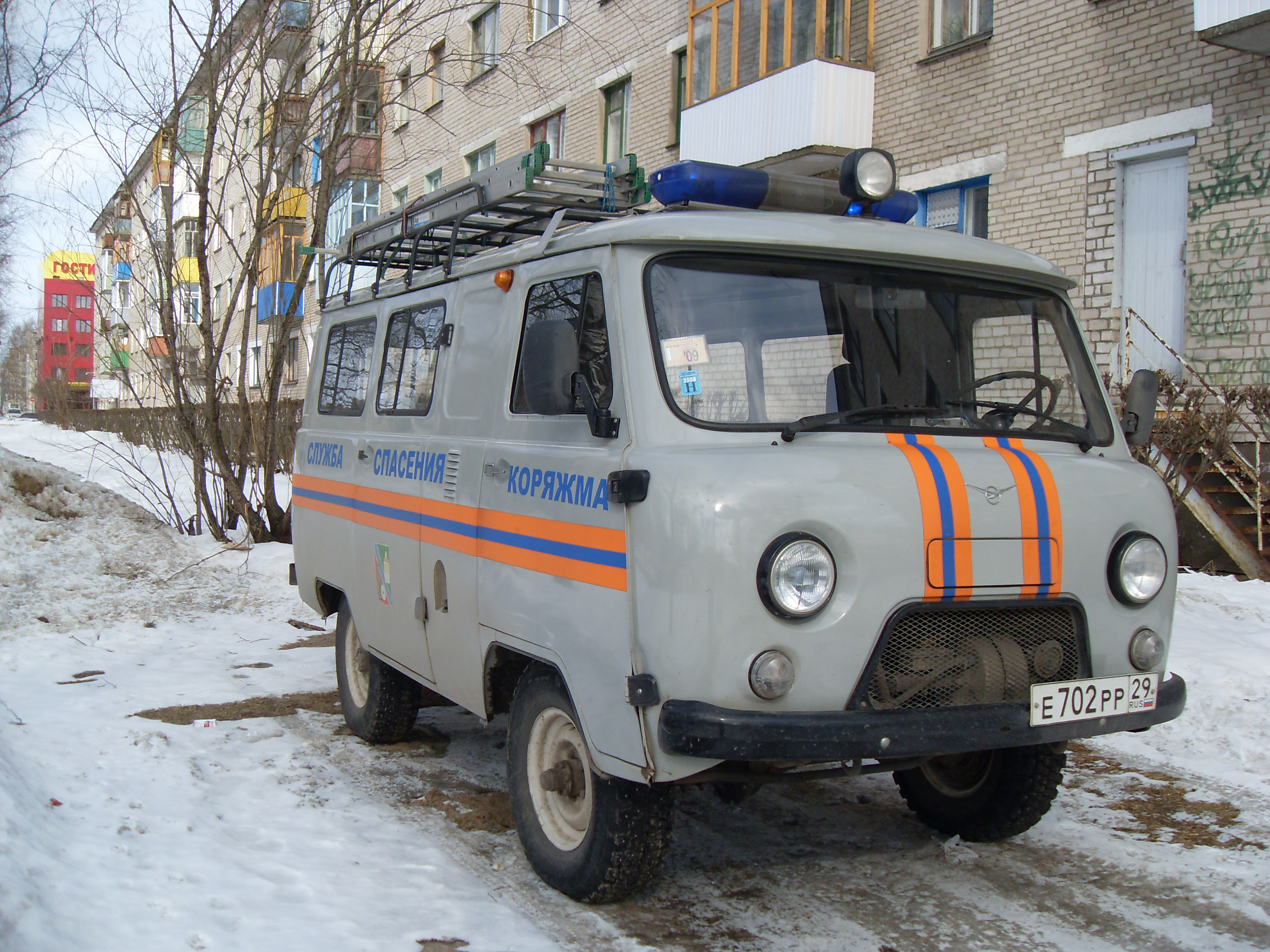
緊急自動車型。
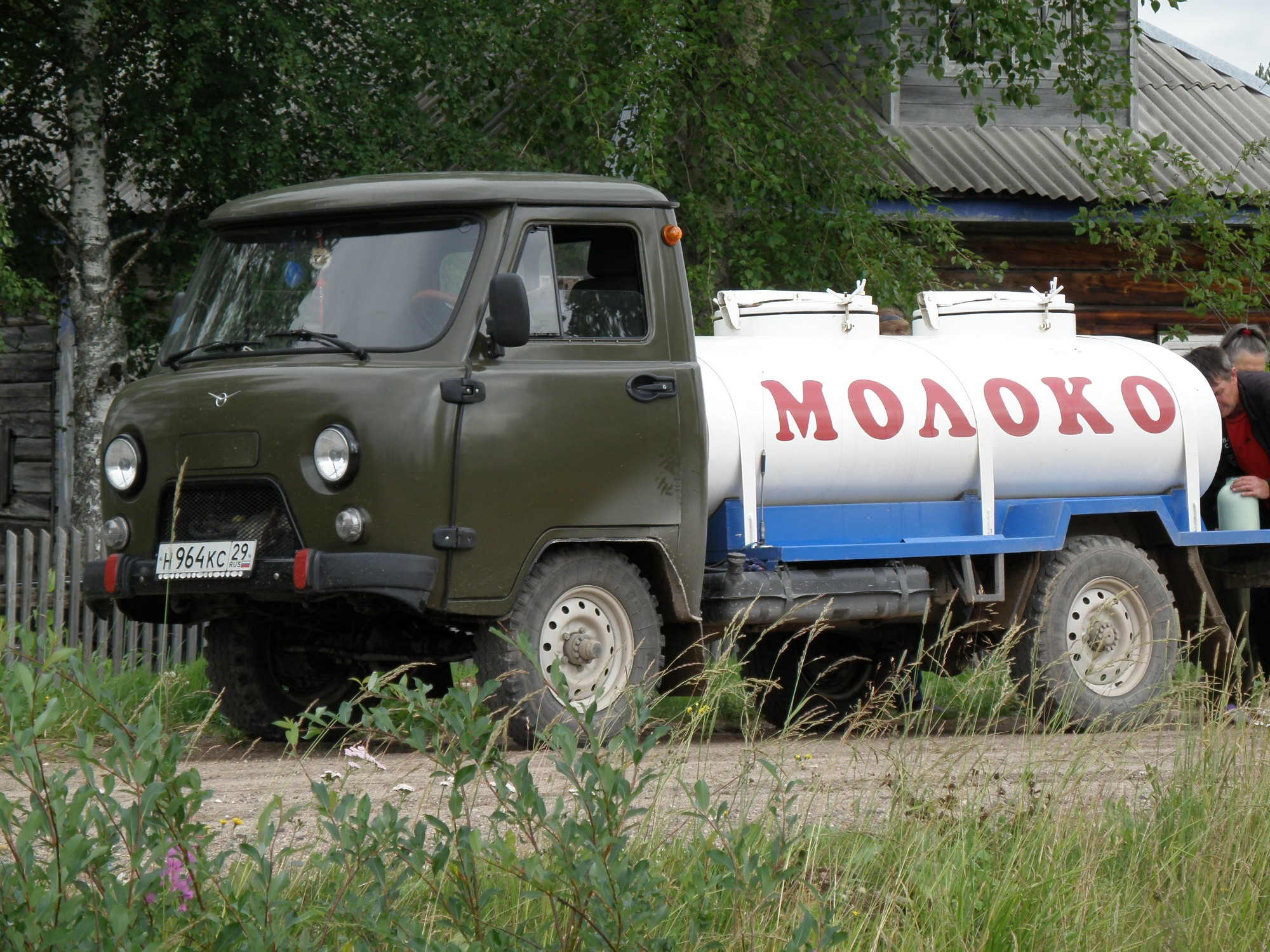
液体タンク搭載型。写真の車両は牛乳の輸送用車両。
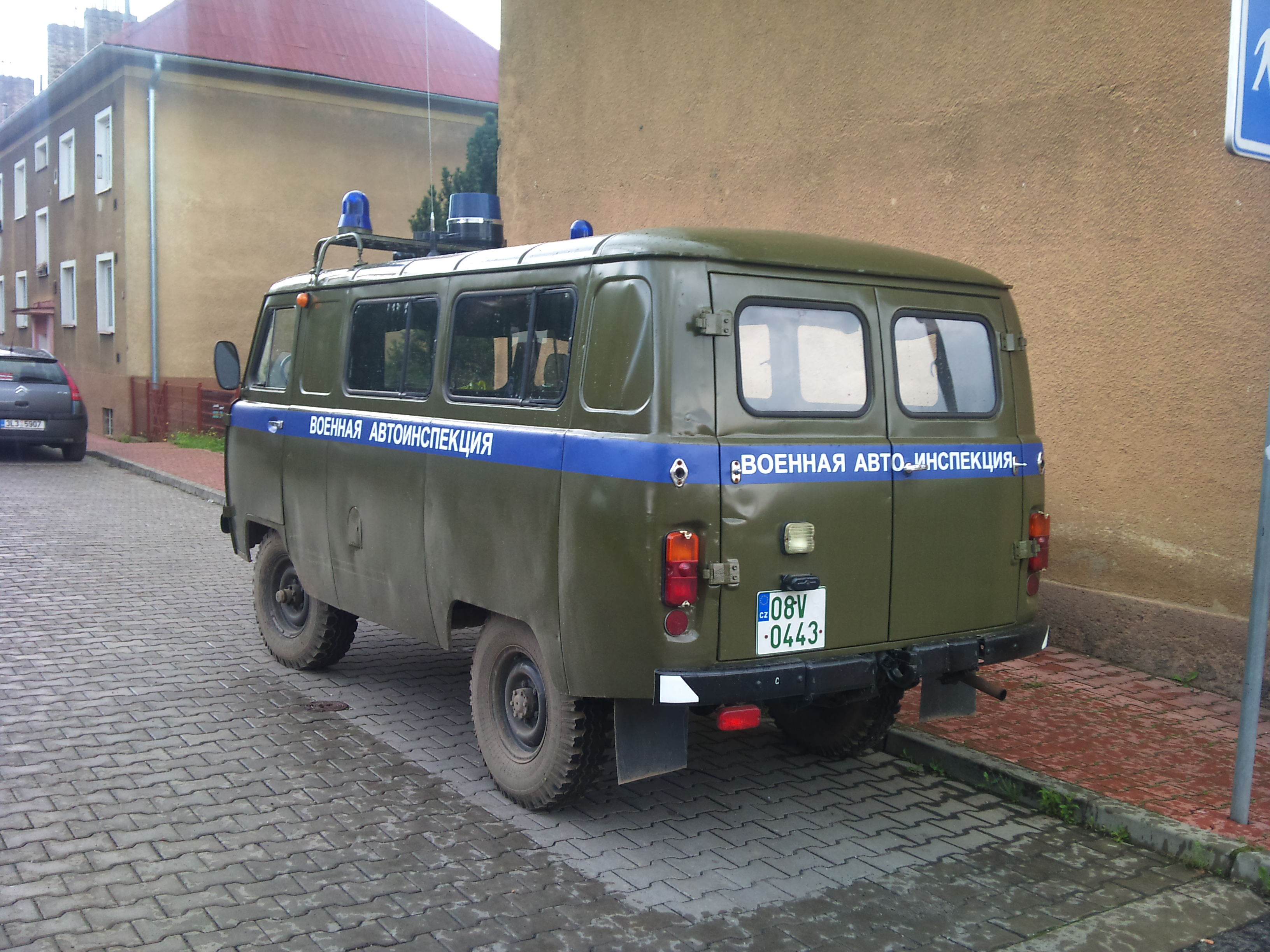
リアドアは観音開きタイプである。
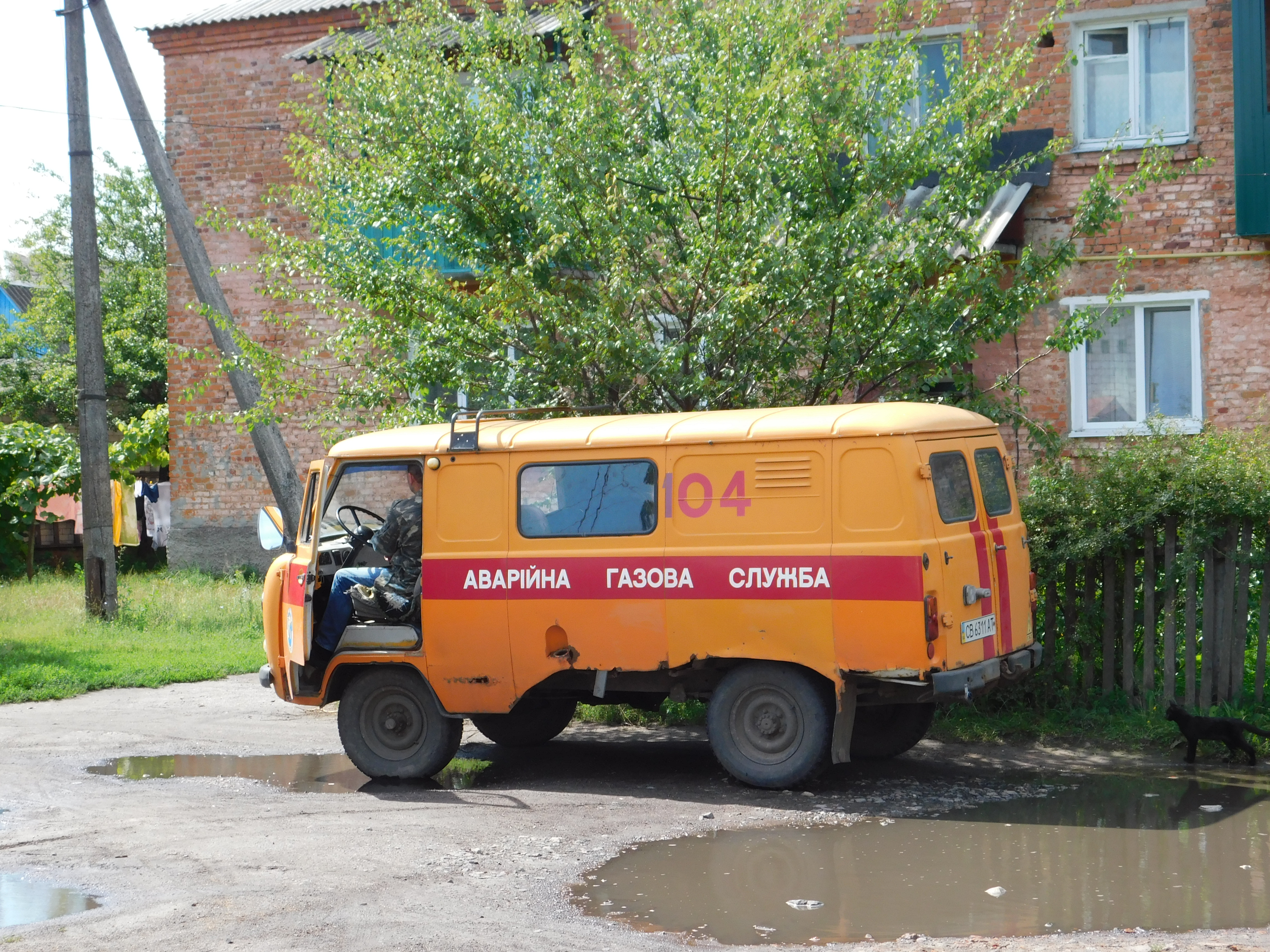
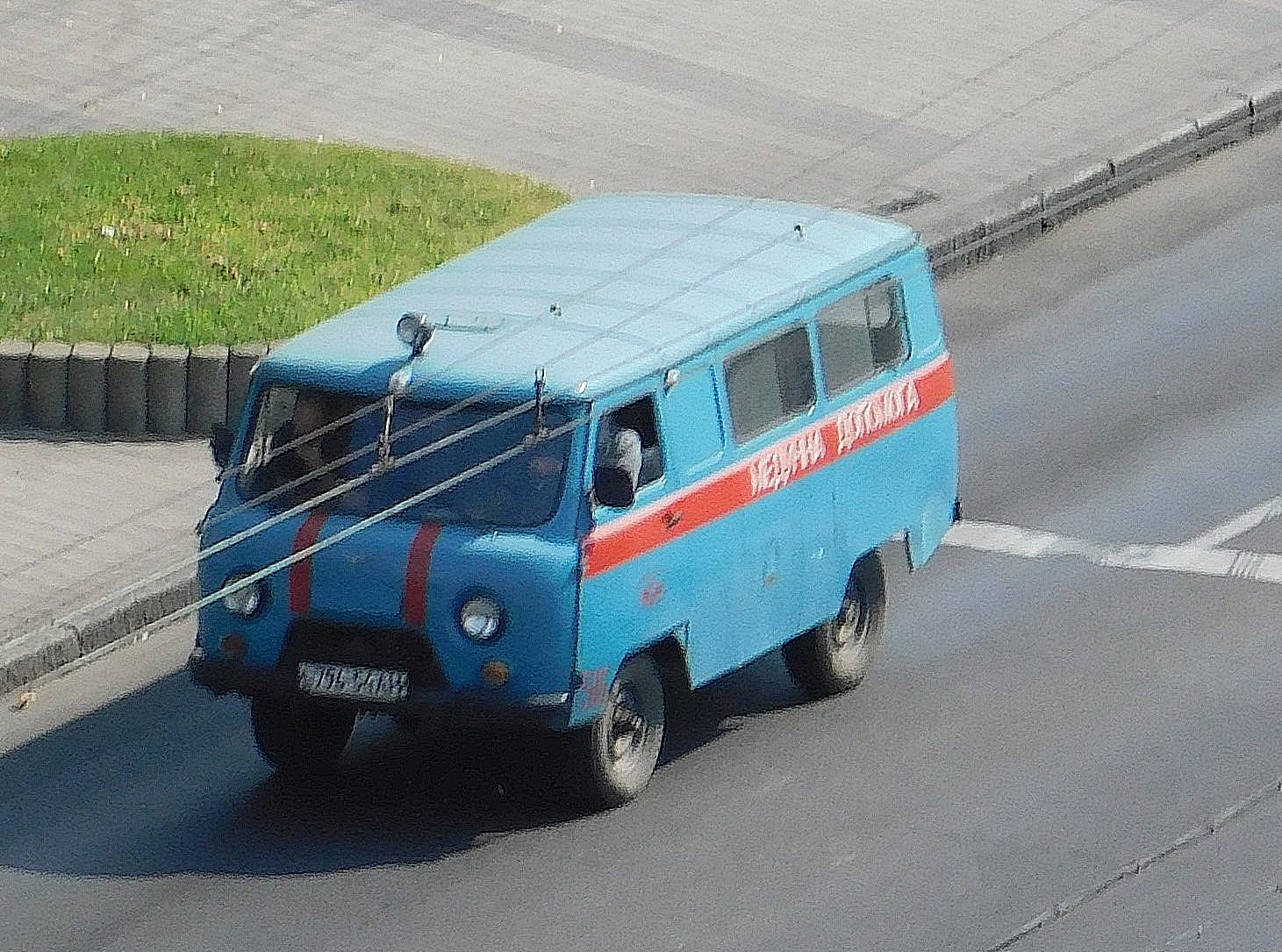
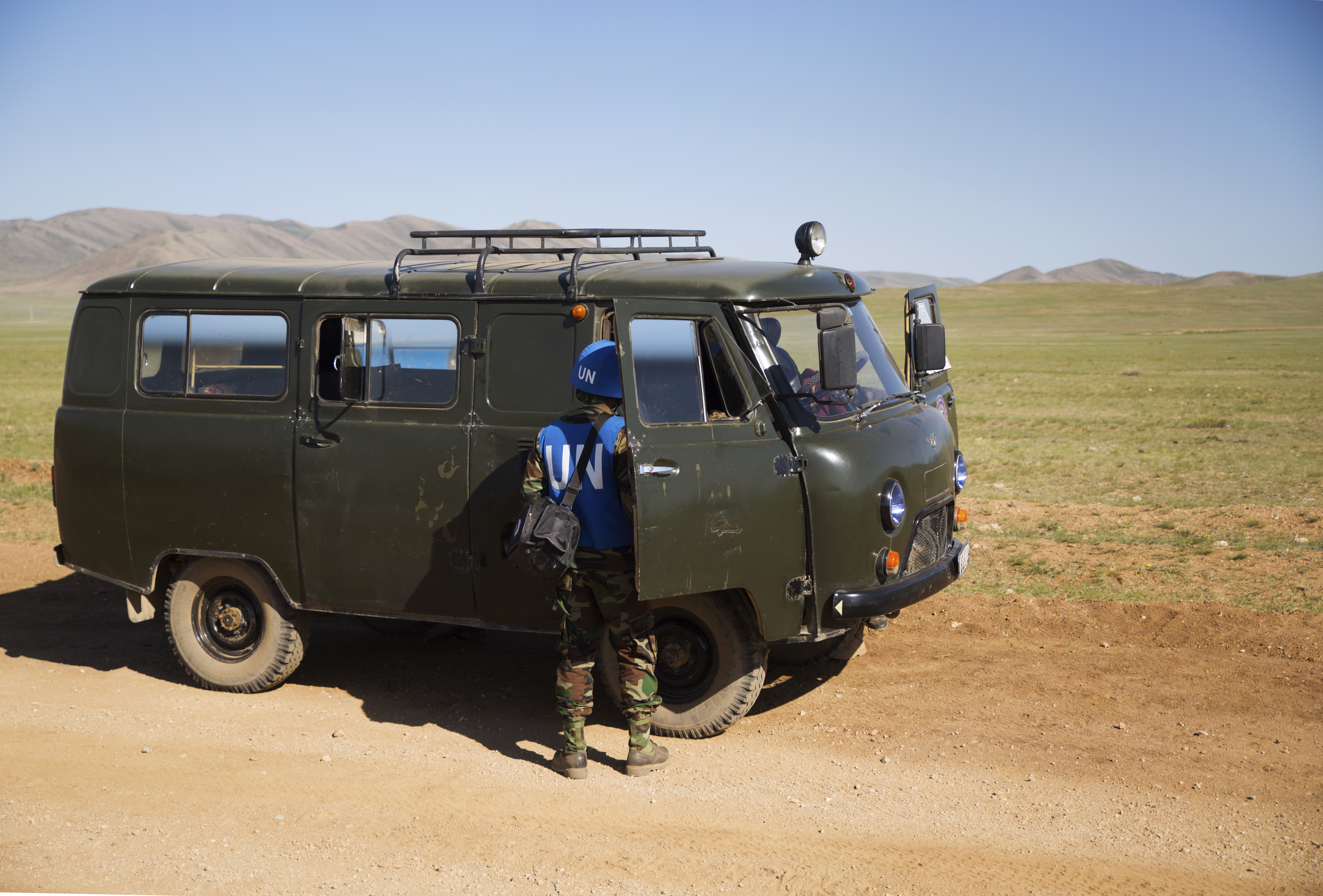
カンボジア王国軍で運用されるUAZ-452
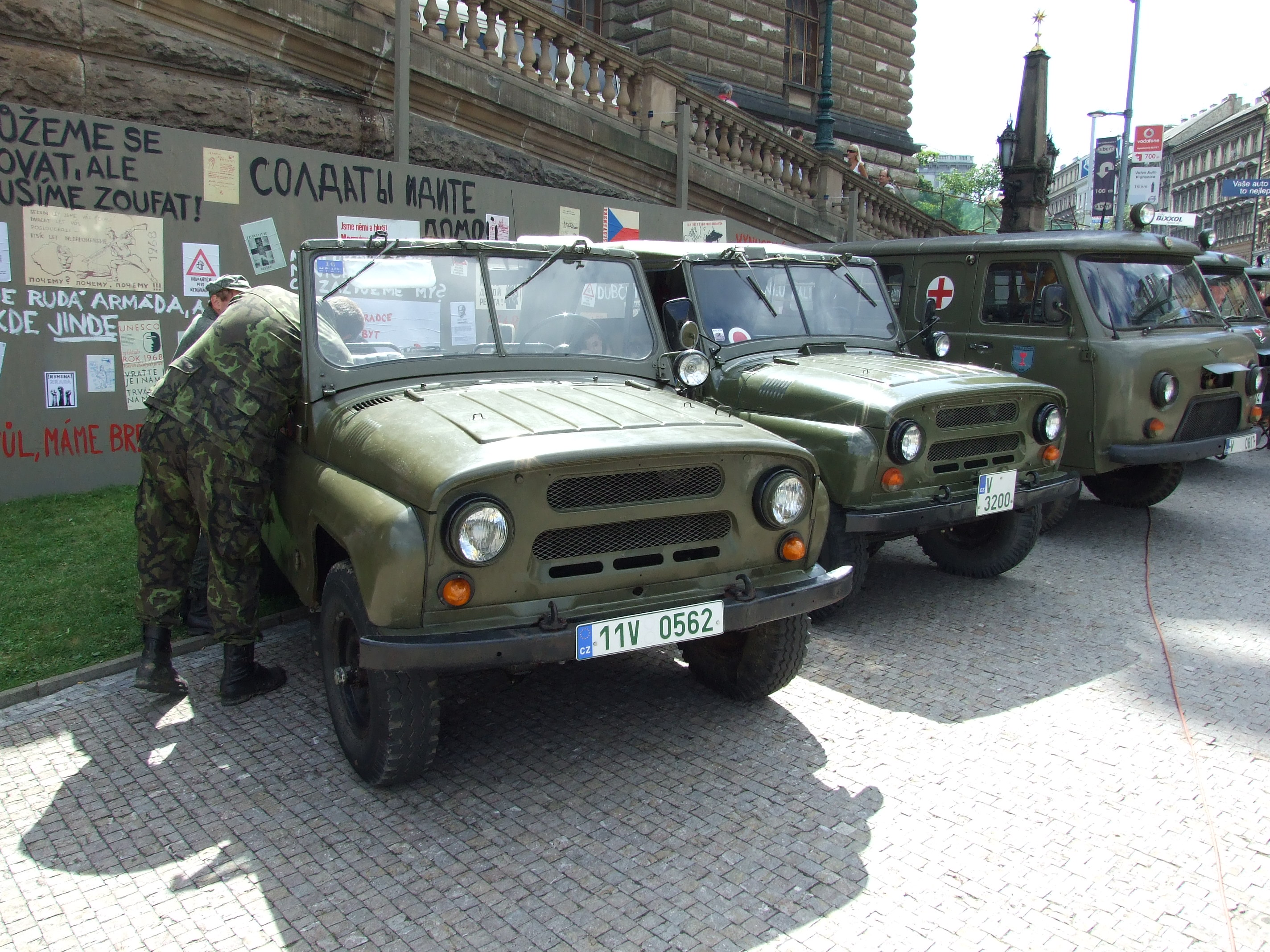
軍用救急車型 (奥)。手前はUAZ-469。